# Saliha Şahin
Saliha Şahin (Ankara, 5 novembre 1998) è una pallavolista turca, schiacciatrice del Beşiktaş.

## Biografia
È la sorella maggiore della pallavolista Elif Şahin.

## Carriera

### Club
La carriera di Saliha Şahin inizia nel settore giovanile del Karayolları, dove gioca fino al 2018, quando viene acquistata dall'Eczacıbaşı, che la lascia in prestito al suo vecchio club, col quale esordisce in Sultanlar Ligi nella stagione 2018-19. Gioca col suo nuovo club nella stagione seguente, in cui conquista la Supercoppa turca e da gennaio 2020 partecipa anche alla Voleybol 1. Ligi con il Sarıyer, per il resto dell'annata, grazie a una doppia licenza. 
Rientra totalmente in forze all'Eczacıbaşı nel campionato 2020-21, vincendo ancora la Supercoppa turca e ottenendo un riconoscimento individuale come rising star. Nella stagione 2023-24 gioca per la prima volta all'estero, approdando al Chemik Police, in Liga Siatkówki Kobiet, aggiudicandosi la Supercoppa polacca e lo scudetto, mentre nella stagione seguente torna in patria per indossare la casacca del Beşiktaş.

### Nazionale
Fa parte delle selezioni giovanili turche, con cui vince l'oro al XIII Festival olimpico della gioventù europea, il bronzo al campionato europeo under 19 2016 e un altro oro al campionato mondiale under 23 2017.
Debutta in nazionale maggiore nel 2018, conquistando la medaglia di bronzo ai XVIII Giochi del Mediterraneo. Nel 2021 vince la medaglia di bronzo alla Volleyball Nations League: nell'edizione 2023 si aggiudica l'oro.

## Palmarès

### Club
- Campionato polacco: 1

2023-24
- Supercoppa turca: 2

2019, 2020
- Supercoppa polacca: 1

2023

### Premi individuali
- 2023 - Sultanlar Ligi: Rising star

### Nazionale (competizioni minori)
- Festival olimpico della gioventù europea 2015
- Campionato europeo under 19 2016
- Campionato mondiale under 23 2017
- Giochi del Mediterraneo 2018